# Far Out Space Nuts
Far Out Space Nuts è una serie televisiva per bambini creata da Sid e Marty Krofft trasmessa nel 1975 per una stagione e composta da 15 episodi. Era una delle sole due serie dei Krofft prodotte in esclusiva per la CBS (la seconda sarebbe stata  Pryor's Place  del 1984). Le repliche dello spettacolo andarono in onda nel sindacato quotidiano dal 1978 al 1985 come parte del pacchetto Krofft Superstars con altre sei serie dei due produttori.

## Trama
Come la maggior parte delle produzioni dei Krofft, la sequenza di apertura dello show fornisce la configurazione della sua premessa fantasiosa: mentre carica il cibo in vari compartimenti per preparare un razzo per una missione imminente, Barney incarica Junior di premere il pulsante "lunch", ma questi colpisce per errore il pulsante "start". Il razzo viene lanciato e li porta in varie disavventure su pianeti alieni.
In genere, in ogni episodio, la loro astronave (un modulo lunare della NASA) viene catturata dagli alieni (uno interpretato da John Carradine, che ha impressionato così tanto Denver con le sue abilità recitative che la scena dovette essere ripetuta) e portati su uno strano pianeta, o l'astronave atterra da qualche parte. 